# Shumpei Inoue
Shumpei Inoue, är en japansk tidigare fotbollsspelare.